# Осаго Лодиђано
Осаго Лодиђано (итал. Ossago Lodigiano) је насеље у Италији у округу Лоди, региону Ломбардија.
Према процени из 2011. у насељу је живело 1298 становника. Насеље се налази на надморској висини од 70 м.

## Становништво
Према резултатима пописа становништва 2011. у општини је живело 1.412 становника.
| 1931. | 1936. | 1951. | 1961. | 1971. | 1981. | 1991. | 2001. | 2011. |
| ----- | ----- | ----- | ----- | ----- | ----- | ----- | ----- | ----- |
| 1.691 | 1.531 | 1.642 | 1.344 | 1.037 | 1.010 | 1.067 | 1.228 | 1.412 |